# Kabupaten de Tapanuli du Sud
Le Kabupaten de Tapanuli du Sud (en indonésien Tapanuli Selatan) est un kabupaten situé dans la province de Sumatra du Nord, en Indonésie. Son chef-lieu est Sipirok. Ce kabupaten était à l'origine plus vaste qu'aujourd'hui, après la scission de plusieurs zones (Mandailing Natal, la ville de Padang Sidempuan, Padang Lawas du Nord et Padang Lawas du Sud), le chef-lieu du kabupaten est déménagé à Sipirok.
Ce kabupaten couvre une superficie de 4 352,86 kilomètres carrés et, selon le recensement de 2010, il compte 264 108 habitants. L'estimation de janvier 2014 est de 274 905 habitants. Ces chiffres excluent la ville de Padang Sidempuan, qui est administrée indépendamment.
Il y a plusieurs sites d'intérêt dans ce kabupaten, comme le lac Marsabut et le lac Siais. La langue utilisée est le angkola batak. La religion majoritaire de la population est l'islam. Un aéroport est situé dans le district d'Aek Godang.

## Administration
Ce kabupaten est divisée en douze districts (kecamatan), présentés ci-dessous avec leur population du recensement de 2010 : 
| Nom               | Population Recensement 2010 |
| ----------------- | --------------------------- |
| Batang Angkola    | 32 129                      |
| Sayur Matinggi    | 37 655                      |
| Angkola Timur     | 18 553                      |
| Angkola Selatan   | 27 500                      |
| Angkola Barat     | 41 254                      |
| Batang Toru       | 28 595                      |
| Marancar          | 9 351                       |
| Muara Batang Toro | 11 401                      |
| Sipirok           | 30 435                      |
| Arse              | 7 871                       |
| Saipar Dolok Hole | 12 674                      |
| Aek Bilah         | 6 396                       |

## Géographie
Au nord, ce kabupaten est bordé par ceux de Tapanuli central et de Tapanuli du Nord, tandis qu'à l'est il est bordé par celui de Padang Lawas, et qu'au nord, à l'ouest et au sud, il est frontalier de celui de Mandailing. Au milieu du territoire, il y a la ville de Padangsidimpuan, enclavée dans ce kabupaten.